# Casino, Inc.
Casino, Inc. est un jeu vidéo de simulation économique développé par Hothouse Creations et édité par Konami, sorti en 2003 sur Windows.

## Accueil
- Jeux vidéo Magazine : 10/20[1]
- Jeuxvideo.com : 13/20[2]